# Parti national indonésien
 (novembre 2016).
Si vous disposez d'ouvrages ou d'articles de référence ou si vous connaissez des sites web de qualité traitant du thème abordé ici, merci de compléter l'article en donnant les références utiles à sa vérifiabilité et en les liant à la section « Notes et références ».

Le Parti national indonésien, PNI ou Partai Nasional Indonesia est un parti politique indonésien qui a cessé d'exister en 1973, lorsque le gouvernement du président Soeharto a contraint les partis politiques indonésiens à fusionner en deux partis, les musulmans pour former le Parti pour l'unité et le développement ou PPP, les autres partis pour se fondre dans le Parti démocratique indonésien ou PDI.
En 1927, le Dr Tjipto Mangunkusumo fonde avec un groupe d'étudiants de Bandung (Java occidental) dans les Indes orientales néerlandaises, mené par un certain Soekarno le Perserikatan Nasional Indonesia (Fédération nationale indonésienne) ou PNI. Cette même année, le Parti communiste indonésien (PKI) déclenche une insurrection qui sera brutalement réprimée par les autorités coloniales. Le gouvernement saisit ce prétexte pour arrêter des dirigeants nationalistes non communistes, dont Tjipto qui est envoyé en exil sur l'île de Banda dans les Moluques, où il passera 11 années. 
L'année suivante, le PNI change son nom en Partij Nasional Indonesia, et adopte le drapeau rouge et blanc pour la future nation, le malais comme future langue nationale sous le nom de bahasa Indonesia (indonésien) et un chant intitulé « Indonesia Raya » (« Grande Indonésie ») comme hymne national. Cette même année se tient à Batavia (aujourd'hui Jakarta) un congrès des associations de jeunes et d'étudiants indigènes qui prononcent le « Serment de la jeunesse » : « Une nation, une langue, un pays : l'Indonésie ». Le mouvement nationaliste indonésien est né.
En 1929, le gouvernement colonial demande au PNI de cesser ses activités. Soekarno et d'autres dirigeants sont arrêtés. Ils sont jugés en 1930. Soekarno est condamné à quatre ans de prison et le PNI est dissous. L'année suivante, les dirigeants nationalistes Hatta et Sutan Sjahrir fondent le Pendidikan Nasional Indonesia ("éducation nationale indonésienne") ou PNI Baru (« nouveau PNI »). Soekarno est par ailleurs libéré de prison mais reste désormais en dehors des partis.
Soekarno et Hatta proclament l'indépendance de l'Indonésie en 1945 et sont nommés respectivement président et vice-président de la République. Suit une période de conflit armé et diplomatique avec les Pays-Bas, qui tentent de récupérer leur colonie. Cette période, que les Indonésiens appellent Revolusi, prend fin en 1949 avec le transfert formel de la souveraineté sur le territoire du Royaume des Pays-Bas à la république d'Indonésie.
Le PNI ressurgit dans les années 1950. Les premières élections parlementaires de l'histoire de l'Indonésie se tiennent en 1955. Quatre partis : le PNI, le PKI et deux partis musulmans, le Masyumi (Majelis Syuro Muslimin Indonesia, « assemblée délibérative des musulmans d'Indonésie ») et le Nahdlatul Ulama (issu de l'organisation socio-culturelle du même nom) se partagent presque à égalité 80 % des voix.
En 1965, des officiers de gauche tentent un coup d’État, aussitôt réprimé par un général, Soeharto. L'armée accuse le PKI d'avoir organisé le coup. Le décret de dissolution du PKI déclenche une campagne de massacres qui feront entre 500 000 et un million de morts. Soekarno est écarté du pouvoir par Soeharto. Le PNI est discrédité.